# Arina Surkova
Arina Surkova (née le 17 juillet 1998) est une nageuse russe.

## Palmarès

### Championnats du monde en petit bassin
- Championnats du monde de natation en petit bassin 2018 à Hangzhou :
  -  Médaille de bronze du 4 × 50 m nage libre mixte (ne nage pas la finale).
  -  Médaille de bronze du 4 × 50 m quatre nages mixte (ne nage pas la finale).

### Championnats d'Europe
- Championnats d'Europe de natation 2020 à Budapest :
  -  Médaille de bronze du 4 × 200 m nage libre mixte (ne nage pas la finale).

### Championnats d'Europe en petit bassin
- Championnats d'Europe de natation en petit bassin 2019 à Glasgow :
  -  Médaille d'or du 4 × 50 m nage libre mixte.
  -  Médaille d'or du 4 × 50 m quatre nages mixte.
  -  Médaille de bronze du 4 × 50 m quatre nages.